# روب غاردنر
روب غاردنر (بالإنجليزية: Rob Gardner)‏ هو لاعب كرة قاعدة أمريكي، ولد في 19 ديسمبر 1944 في بينغامتون في الولايات المتحدة.

## وصلات خارجية
- روب غاردنر على موقع دوري كرة القاعدة الرئيسي (الإنجليزية)
- روب غاردنر على موقعبيزبول رفرنس.كوم (الدوري الرئيسي) (الإنجليزية)
- روب غاردنر على موقعبيزبول رفرنس.كوم (الدوري الثانوي) (الإنجليزية)
- روب غاردنر على موقع مشجعي الرسوم البيانية (الإنجليزية)